# جو ياكوب
جو ياكوب (بالإنجليزية: Joe Jakub)‏ (7 ديسمبر 1956 في المملكة المتحدة - ) هو لاعب كرة قدم بريطاني في مركز الظهير. لعب مع إي زد ألكمار وبريستون نورث إيند ونادي بوري ونادي بيرنلي وويغان أتلتيك ونادي تشستر سيتي وColwyn Bay F.C. ‏.

## وصلات خارجية
- جو ياكوب على موقع قاعدة بيانات كرة القدم.إي يو (الإنجليزية)